# Noel Mills
 Noel Edward Mills  (ur. 13 stycznia 1944 w Auckland, zm. 8 grudnia 2004) – nowozelandzki wioślarz, srebrny medalista olimpijski i brązowy medalista mistrzostw świata.

## Kariera
Wystąpił na igrzyskach olimpijskich w Monachium w 1972, gdzie osada Nowej Zelandii w składzie: Dick Tonks, Dudley Storey, Ross Collinge i Noel Mills zdobyła srebrny medal w czwórkach bez sternika. W finale Nowozelandczycy o 1,37 sekundy przegrali z osadą NRD, a o 2,77 sekundy wyprzedzili osadę RFN. Był to jego jedyny start olimpijski.
Na mistrzostwach świata w Karapiro (1978) Mark James, Greg Johnston, Dave Rodger, Des Lock, Ross Lindstrom, David Lindstrom, Ivan Sutherland, Noel Mills i Alan Cotter (sternik) wywalczyli brązowy medal w ósemkach. Wyprzedzili ich jedynie reprezentanci NRD i RFN.
Ponadto zdobył srebro w dwójkach bez sternika na mistrzostwach Europy w Moskwie (1973).
Po zakończeniu kariery pracował jako trener wioślarstwa. Pracował też jako budowlaniec w Whakatane. Pod koniec lat 90' przeprowadził się do Brisbane, gdzie pracował w firmie swojego bratanka.